# پورتو رکاناتی
پورتو رکاناتی (به ایتالیایی: Porto Recanati) یک کومونه در ایتالیا است که در استان ماچه‌راتا واقع شده‌است. پورتو رکاناتی ۱۷ کیلومتر مربع مساحت و ۱۲٬۵۱۴ نفر جمعیت دارد و ۵ متر بالاتر از سطح دریا واقع شده‌است.

## خواهرخوانده
شهرهای کرونبرگ ایم تانوس و مار دل پلاتا خواهرخوانده‌های پورتو رکاناتی هستند.